# Tămașa, Sălaj

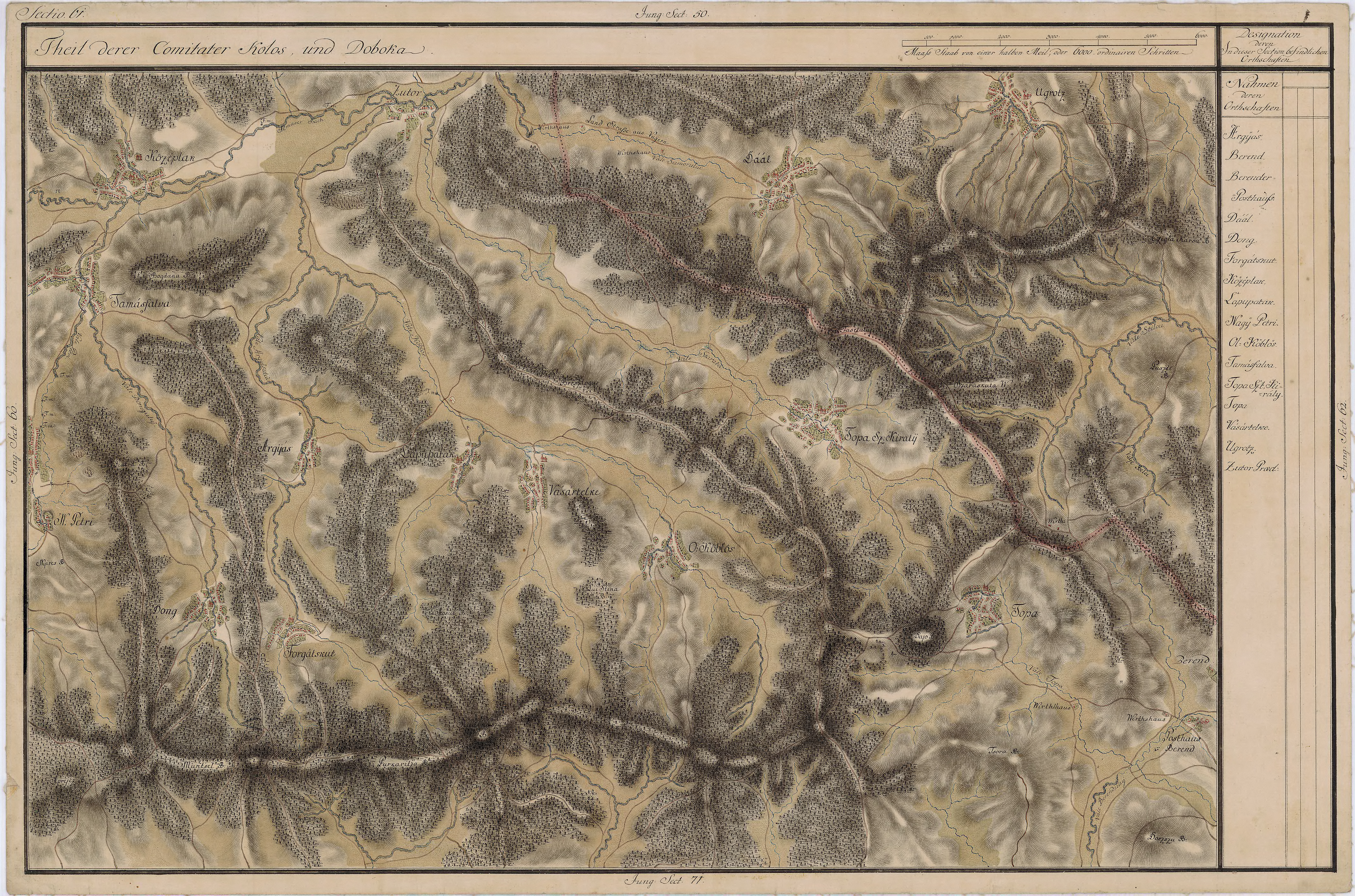
Tămașa pe Harta Iosefină a Transilvaniei, 1769 - 1773

Tămașa este un sat în comuna Cuzăplac din județul Sălaj, Transilvania, România.

## Geografie
Aici se află o exploatare de cărbune brun, cu un ridicat conținut de sulf (7,15%).

## Imagini

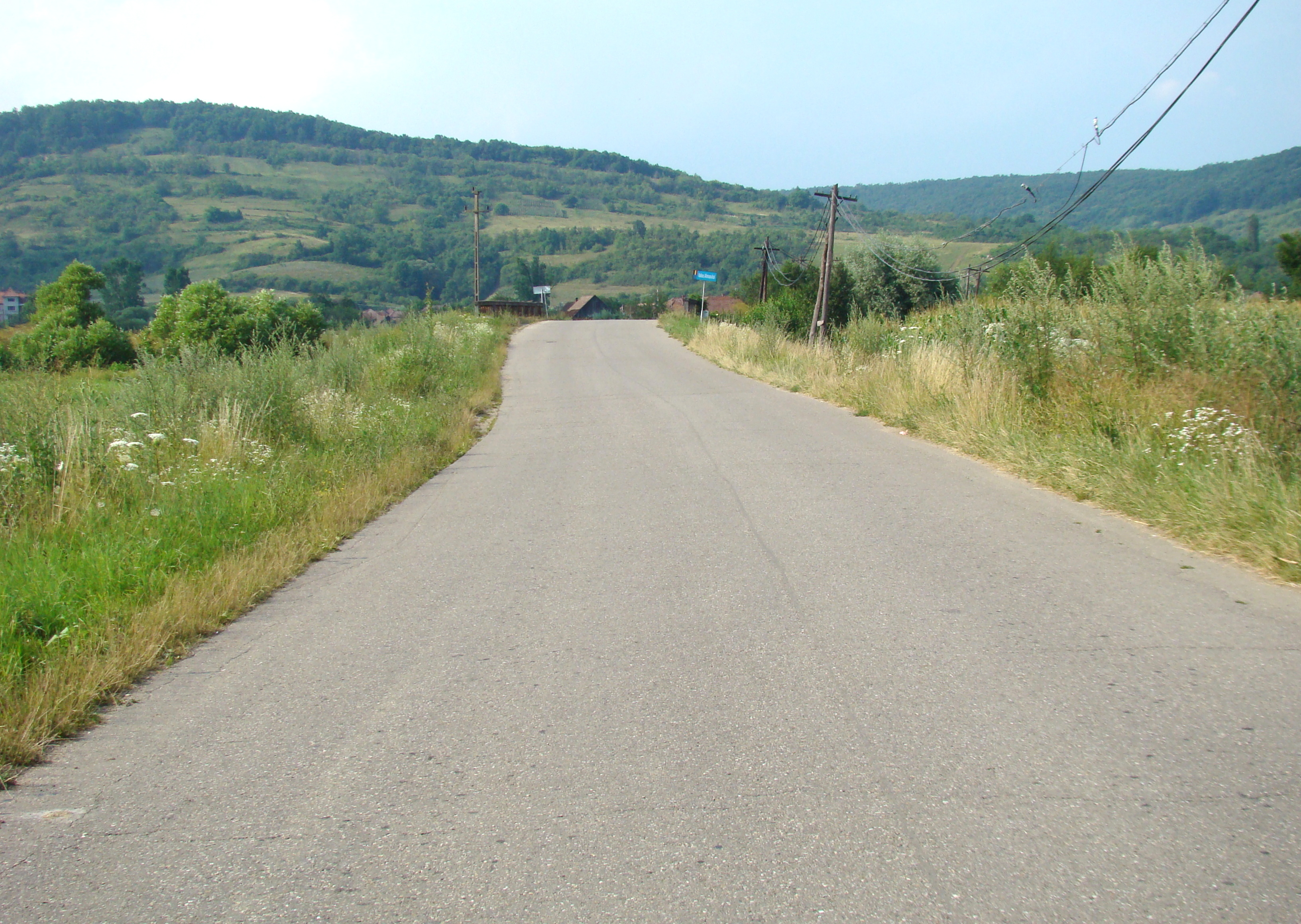
Drumul Cuzăplac-Tămașa
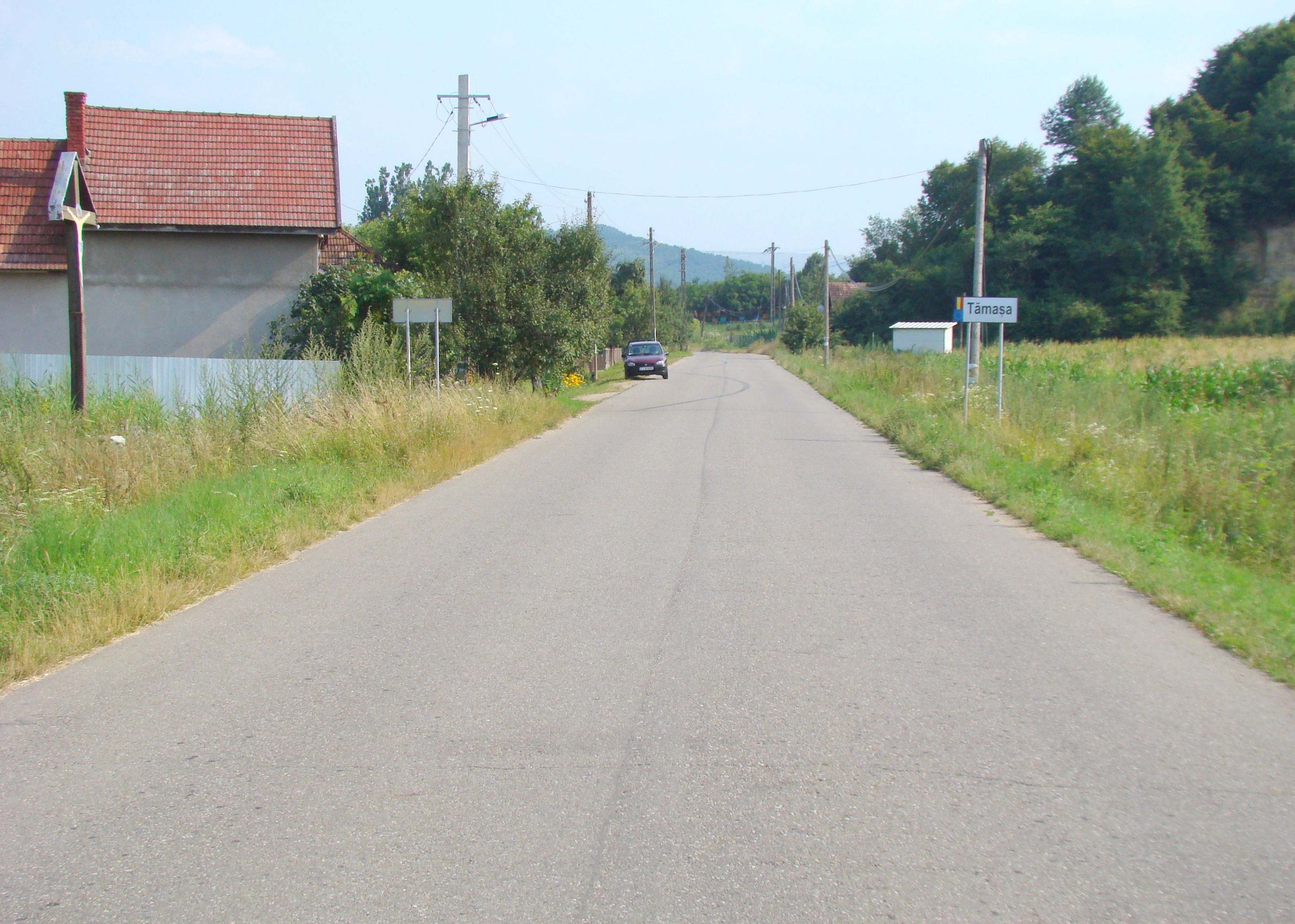
Intrarea în localitate
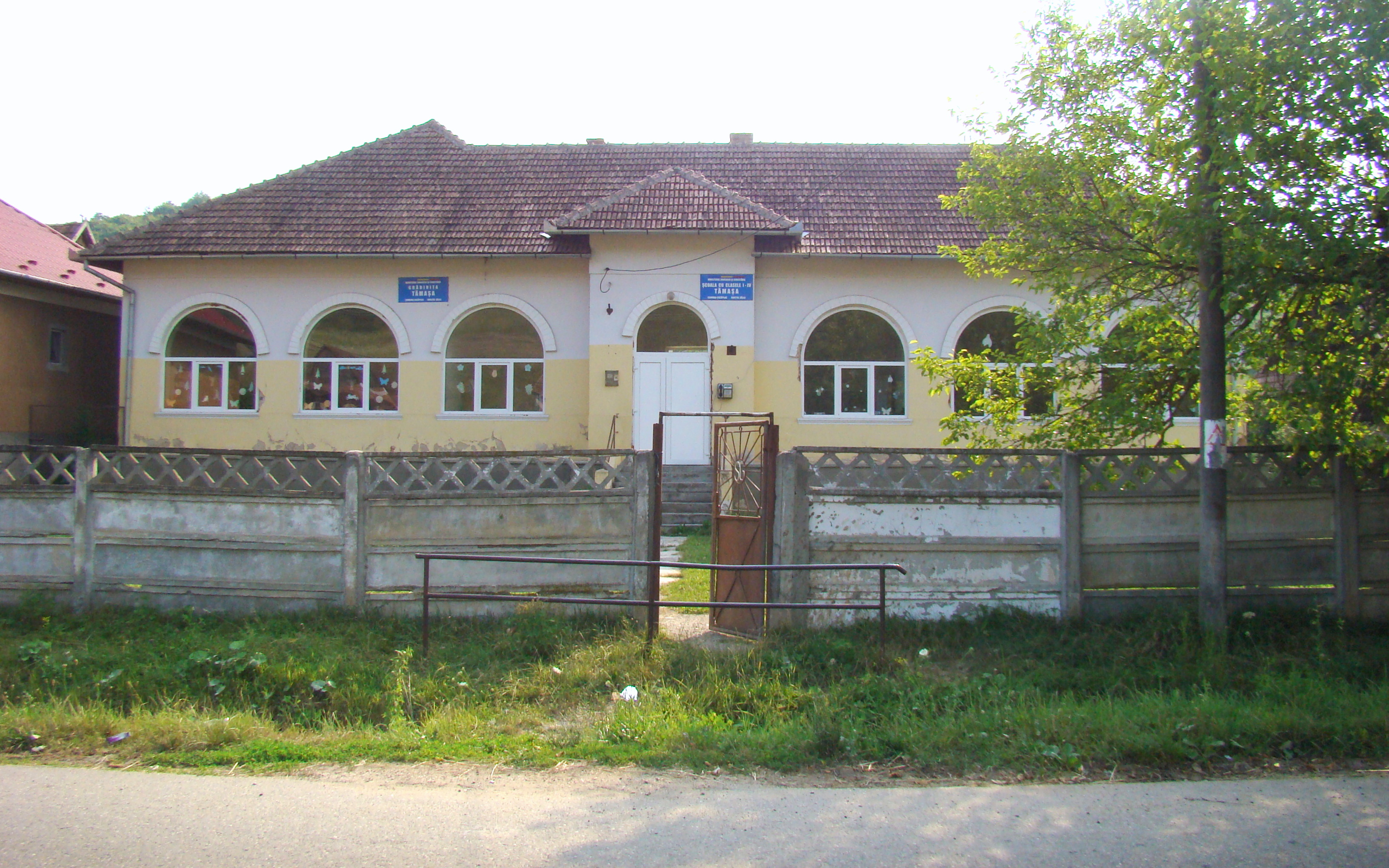
Şcoala primară
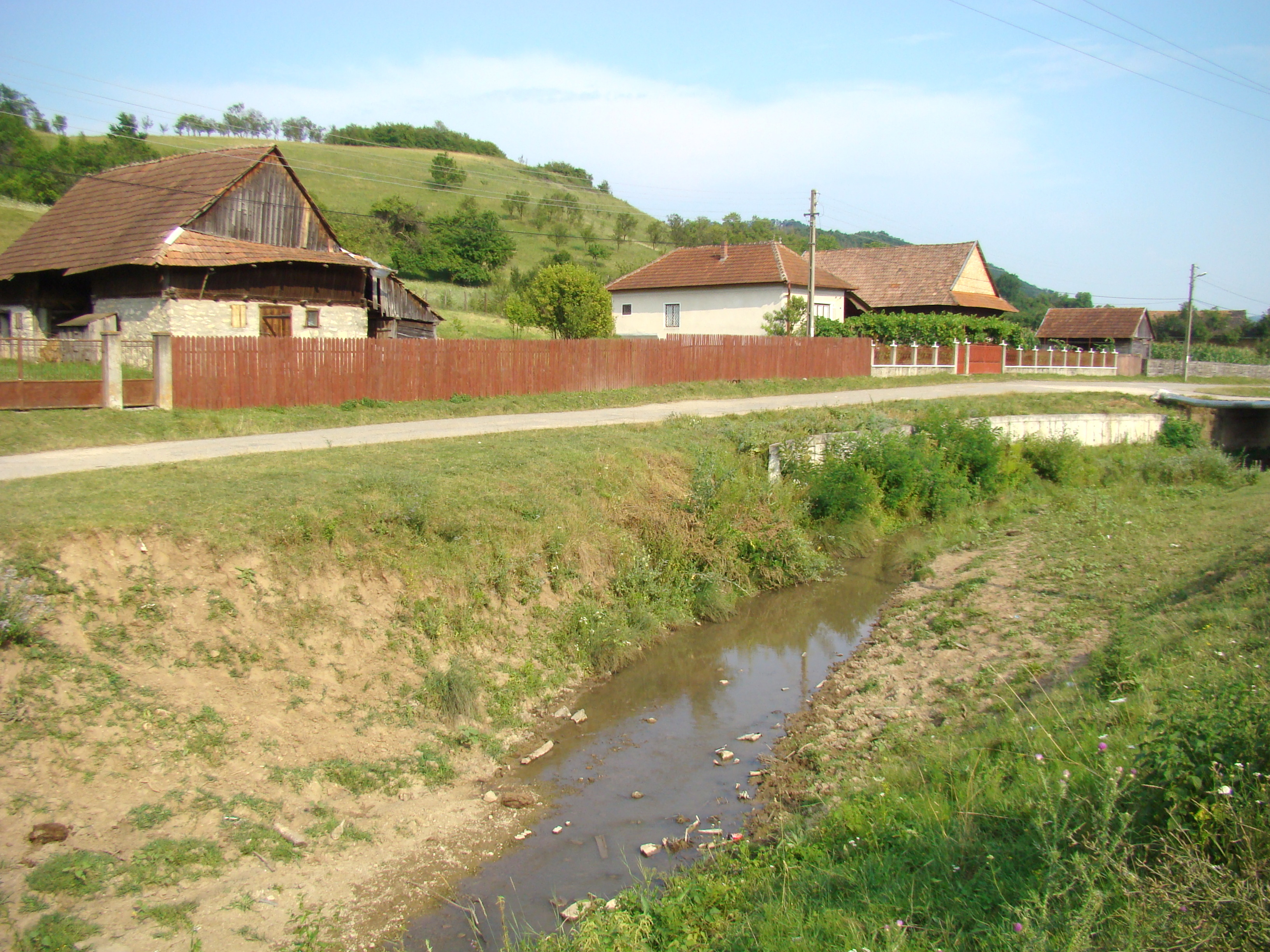
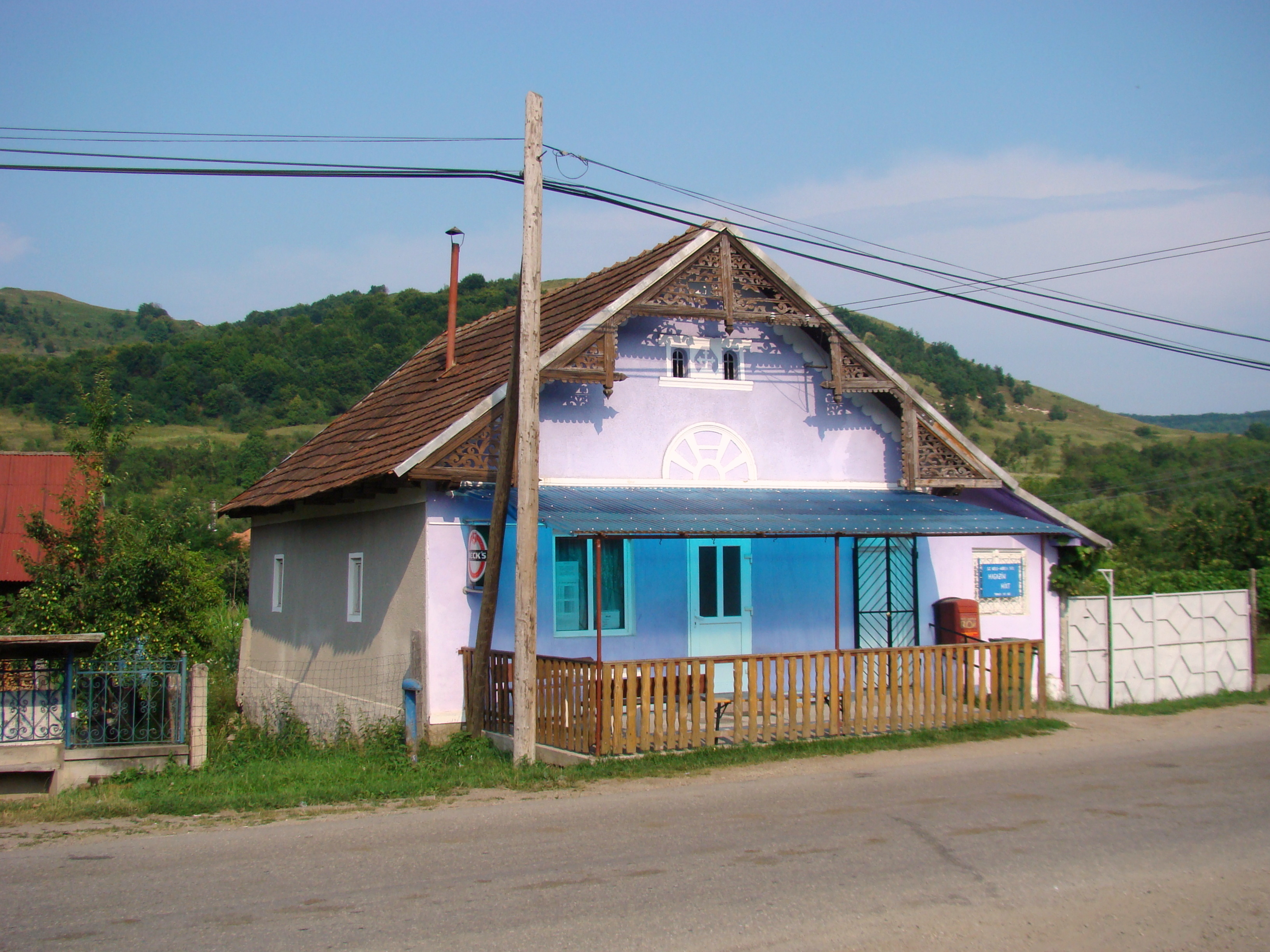
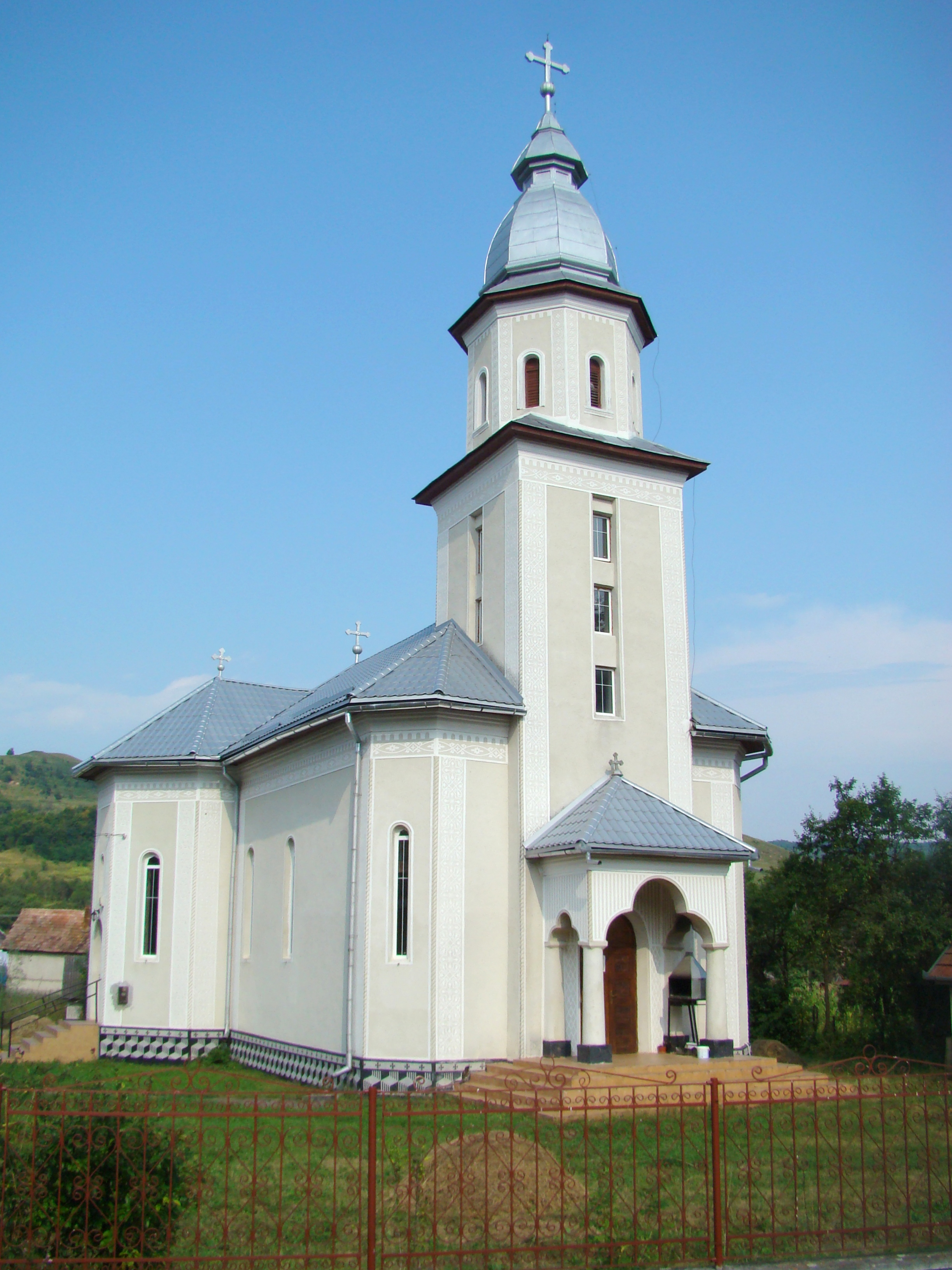
Biserica ortodoxă
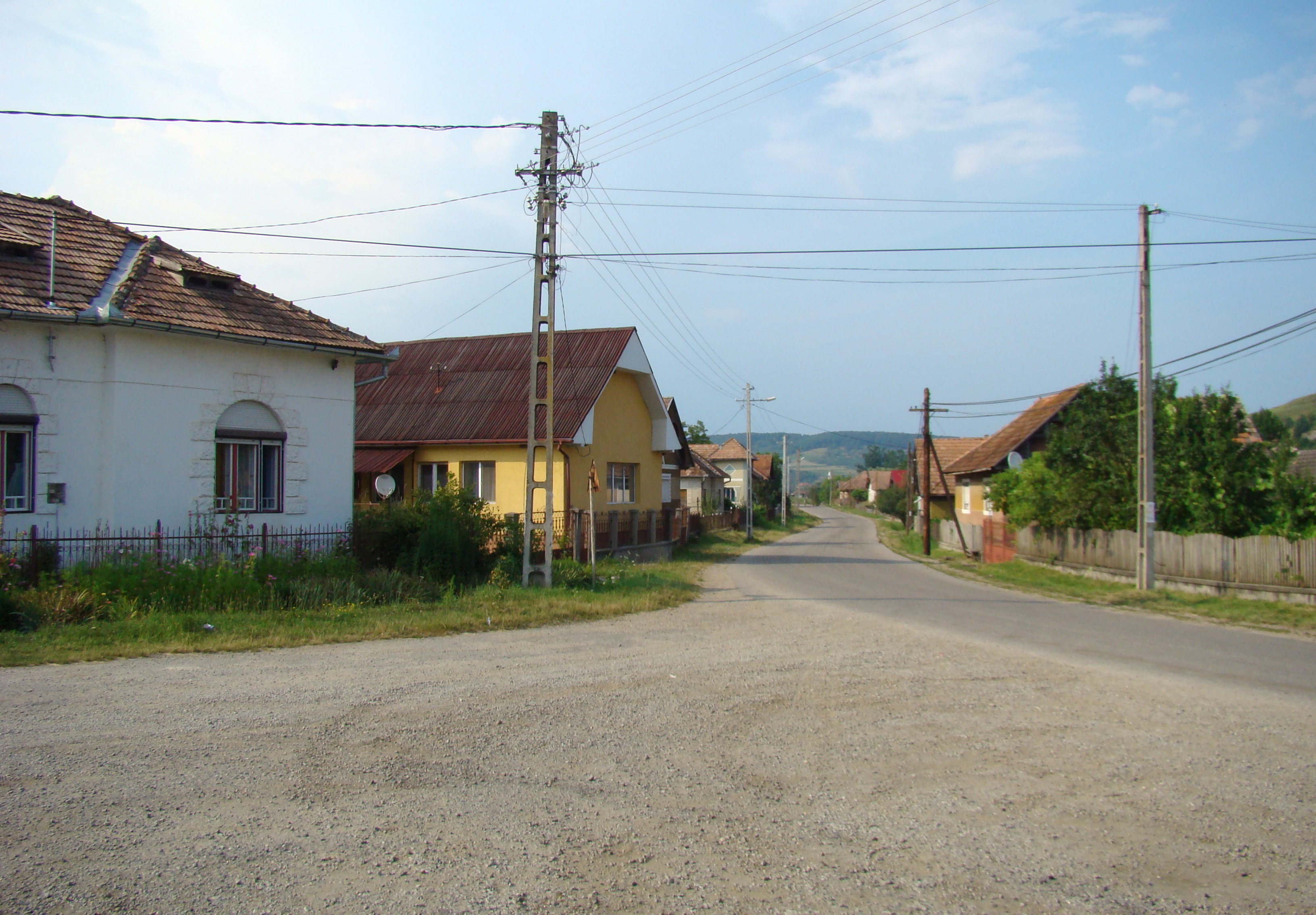
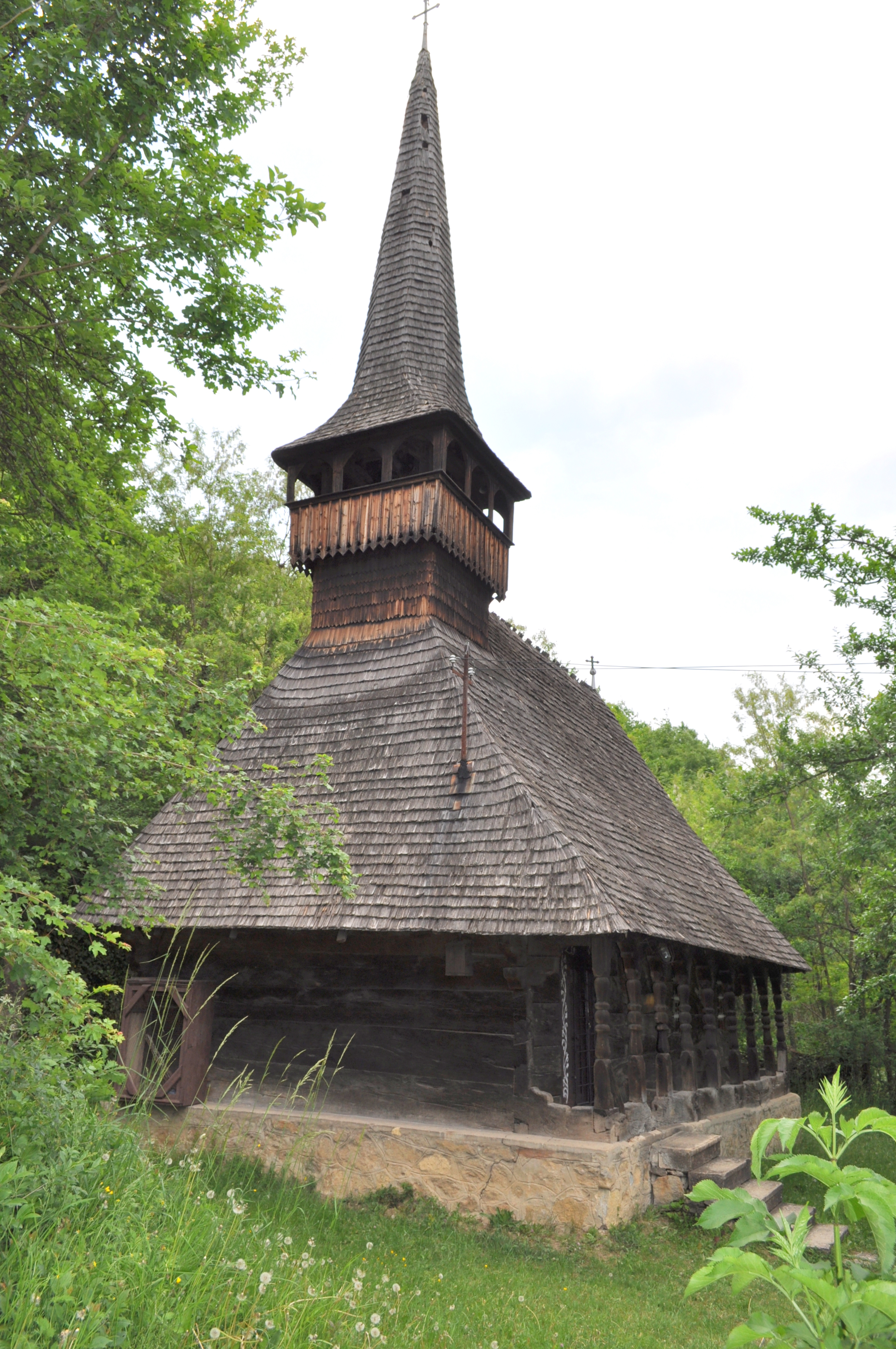
Biserica de lemn mutată în satul vecin Ticu-Colonie din judeţul Cluj

 Acest articol despre o localitate din județul Sălaj este deocamdată un ciot. Puteți ajuta Wikipedia prin completarea lui.